# 相方なんかになりません!
『相方なんかになりません！』（あいかたなんかになりません！）は、遠山彼方による日本の児童文学シリーズ。絵は双葉陽。レーベルは集英社みらい文庫。
1巻の「転校生は、なにわのイケメンお笑い男子!?」は第12回集英社みらい文庫大賞の大賞を受賞している。

## 登場人物
この節の出典。

### 酒井家
酒井 心晴（さかい こはる）
CV:村上麻衣
本作の主人公で、小学5年生。日々やんちゃな弟と妹に突っ込みを入れているが、本当はおしとやかになりたいと思っている。
酒井 時雨（さかい しぐれ）
心晴の弟。小学3年生。本が好き。八雲と双子。
酒井 八雲（さかい やぐも）
心晴の弟。小学3年生。元気が良い。時雨と双子。
酒井 雪（さかい ゆき）
心晴の妹。5歳。おませさん。

### 西橋家
西橋 笑大（にしはし しょうだい）
CV:大塚琴美
小学5年生。大阪からの転校生で、お笑いが大好き。亡父がお笑い芸人で、自身の将来の夢も芸人。
パクぞう
西橋の愛犬。犬種はコーギー。

### その他
大森　楓香（おおもり　ふうか）
心晴の親友。笑いのツボが浅い。
園崎 美織/ミリオン（そのざき みおり）
通称ザンネン王子。ダジャレ好き。
長道 恭一郎（ながみち きょういちろう）
人気アイドルグループNewのメンバーで、心晴が憧れている。
沢 陽太（ざわ ようた）
心晴の隣のクラスの男子。西橋を目の敵にしている。
福田 初音（ふくだ はつね）
陽太の幼馴染。
永原　梅（ながはら　うめ）
西橋の生まれた時からの幼なじみ。大阪に住んでいる。

## 既刊一覧
- 遠山彼方（著）・双葉陽（絵）『相方なんかになりません!』集英社〈集英社みらい文庫〉、既刊4巻
  1. 「転校生はなにわのお笑い男子！？」2022年10月28日発売[5]、ISBN 978-4-08-321746-3
  2. 「西橋くんに果たし状！？　夏祭りでお笑いバトル」2023年3月17日発売[6]、ISBN 978-4-08-321771-5
  3. 「心晴にライバル！？　真夏のビーチで大ピンチ」2023年7月14日発売[7]、ISBN 978-4-08-321793-7
  4. 「心晴にプロポーズ！？　お笑い男子VS氷のプリンス」2024年1月26日発売[8]、ISBN 978-4-08-321828-6

## その他
作者の遠山彼方は、集英社みらい文庫大賞の大賞受賞時に、母の大阪魂に憧れて本作を書こうと思ったとコメントしている。